# Эмануэль, Ли
Ли Эмануэ́ль (англ. Lee Emanuel; род. 24 января 1985, Гастингс, Восточный Сассекс, Великобритания) — британский легкоатлет, специализирующийся в беге на средние дистанции. Серебряный призёр чемпионата Европы в помещении в беге на 3000 метров. Трёхкратный чемпион Великобритании.

## Биография
Ли не отличался высокими результатами в юности, среди сверстников он был далёк от лидеров в стране. После окончания школы он на несколько лет забросил тренировки и сконцентрировался на учёбе в Шеффилдском университете Холлэм. В 2007 году он его окончил со степенью бакалавра в сфере средств массовой коммуникации. Неопределённость с дальнейшим жизненным путём заставила Ли вернуться к тренировкам на последнем курсе. Под руководством Джона Вуда ему удалось улучшить личный рекорд на 1500 метров до 3.44,83 после 5 месяцев не самой интенсивной работы.
Ли решил попытать счастья в США в надежде выйти на новый уровень результатов. Он разослал письма по электронной почте нескольким тренерам в различные университеты. Среди тех, кто ответил, был и Джо Франклин из Университета Нью-Мексико в Альбукерке. Именно к нему и решил поехать британец. Как показало время, это был правильный выбор, перезапуск карьеры удался. Ли с каждым годом улучшал свои результаты на дистанциях от 1500 до 5000 метров. В 2009 и 2010 году стал чемпионом NCAA в беге на 1 милю, получил вызов в сборную Англии на Игры Содружества 2010, где финишировал 19-м в беге на 5000 метров.
В 2012 году он закончил своё обучение по специальности «спортивный менеджмент» и переехал в город Анн-Арбор, штат Мичиган, к тренеру Рону Вархерсту. Совместная работа не помогла Ли, и после 2 лет стагнации он вернулся обратно к Франклину. И снова ему удалось совершить рывок в результатах.
В 2014 году он впервые выиграл чемпионат страны в помещении на дистанции 1500 метров. Через год стал серебряным призёром чемпионата Европы в помещении на 3000 метров, проиграв только натурализованному кенийцу Али Кае.
В 2016 году участвовал в финалах бега на 3000 метров на чемпионате мира в помещении и 1500 метров на чемпионате Европы.

## Основные результаты
| Год  | Турнир                       | Место проведения       | Дисциплина | Место       | Результат |
| ---- | ---------------------------- | ---------------------- | ---------- | ----------- | --------- |
| 2010 | Игры Содружества             | Нью-Дели, Индия        | 5000 м     | 19-е        | 14.31,38  |
| 2014 | Чемпионат мира в помещении   | Сопот, Польша          | 1500 м     | 19-е (заб.) | 3.48,09   |
| 2014 | Игры Содружества             | Глазго, Великобритания | 1500 м     | 20-е (заб.) | 3.46,29   |
| 2015 | Чемпионат Европы в помещении | Прага, Чехия           | 3000 м     | 2-е         | 7.44,48   |
| 2016 | Чемпионат мира в помещении   | Портленд, США          | 3000 м     | 6-е         | 8.00,70   |
| 2016 | Чемпионат Европы             | Амстердам, Нидерланды  | 1500 м     | 6-е         | 3.47,57   |